# Bistum Tenkodogo
Das Bistum Tenkodogo (lat.: Dioecesis Tenkodogoënsis) ist eine in Burkina Faso gelegene römisch-katholische Diözese mit Sitz in Tenkodogo. Es umfasst die Provinzen Boulgou und Koulpélogo der Region Centre-Est.

## Geschichte
Papst Benedikt XVI. gründete das Bistum Tenkodogo am 11. Februar 2012 aus Gebietsabtretungen des Bistums Fada N’Gourma.

## Bischöfe von Tenkodogo
- Prosper Kontiebo MI, 2012–2023, dann Erzbischof von Ouagadougou
- David Koudougou, seit 2025